# 로카세카
로카세카(이탈리아어: Roccasecca)는 이탈리아 라치오주 프로시노네도에 위치한 코무네다. 토마스 아퀴나스의 출생지이기도 하다.